# Hirara
Hirara (平良市, Hirara-shi) était une ville de près de 35 000 habitants, située sur la côte ouest de l'île de Miyako (Miyako-shima), à 275 km au sud-ouest de l'île d'Okinawa. La ville a été fusionnée en 2005 avec d'autres municipalités pour former la nouvelle ville de Miyakojima.